# Pozzaglio ed Uniti
Pozzaglio ed Uniti là một đô thị ở tỉnh Cremona, vùng Lombardia của Italia, có vị trí cách khoảng 80 km về phía đông nam của Milan và khoảng 8 km về phía bắc của Cremona. Tại thời điểm ngày 31 tháng 12 năm 2004, đô thị này có dân số 1.367 người và diện tích là 20,4 km².
Pozzaglio ed Uniti giáp các đô thị: Casalbuttano ed Uniti, Castelverde, Corte de' Frati, Olmeneta, Persico Dosimo, Robecco d'Oglio.